# Ecclesia docens
Ecclesia docens (de Lerende Kerk) is de naam van een serie boekjes die uitgegeven werden tussen 1939 en 1968 door uitgeverij Gooi en Sticht. In de serie werden encyclieken en andere pauselijke teksten, die waren verschenen tussen 1878 en 1968, vertaald.